# Pussy Whipped
Pussy Whipped è un album punk-rock del gruppo statunitense Bikini Kill. È stato pubblicato nel 1993 dall'etichetta Kill Rock Stars. Il disco include il brano Rebel Girl, che raggiunse la posizione numero 27 nella classifica Most Excellent Songs Of Every Year Since 1967 di Rolling Stone.

## Tracce
1. Blood One – 1:44
2. Alien She – 1:41
3. Magnet – 1:26
4. Speed Heart – 1:47
5. Lil' Red – 2:13
6. Tell Me So – 2:20
7. Sugar – 2:22
8. Star Bellied Boy – 1:33
9. Hamster Baby – 2:20
10. Rebel Girl – 2:43
11. Star Fish – 1:03
12. For Tammy Rae – 3:33